# Грегори, Дерек
Дерек Грегори (англ. Derek Gregory; род. 1 марта 1951) — британский географ.
Профессор географии в Университете Британской Колумбии в Ванкувере, ранее работал в Кембриджском университете.
Ранние работы ученого посвящены исследованию политической, культурной и исторической географии. Грегори внес вклад в теорию воображаемых географий. Опубликованная в 1994 году «Географические воображения» (англ. Geographical Imaginations) рассматривает связь культурных образований с особенностями восприятия местности.
Совместно с Джимом Дунканом в сборнике очерков «Путевые записки» (англ. Writes of passage) (1999) Грегори рассматривает культуру путешествий и особенности отражения их в путевых записках и описаниях на примере поездок  американцев и европейцев в Египет в XIX веке. Особенно интересны для британского исследователя  было то как отражаются в описаниях места не имевшие названия и обозначения.
В 2004 г. общественный резонанс вызвала книга Грегори «Колониальное настоящее: Афганистан, Палестина и Ирак» (англ. The Colonial Present: Afghanistan, Palestine and Iraq), развивающая идеи Эдварда Саида. Написанная под впечатлением от террористических актов в Нью Йорке 11 сентября 2001 года, работа описывает долгую историю британского и американского проникновения на Средний Восток, то как это в последующем отразилось в культурной, политической и военной реакции на события. Показывается каким образом связаны воедино отдаленные друг от друга в мире географические пункты и как геополитика в заявлениях политиков, стратегов и военных оказывает влияние на жизни множества простых людей, в разных концах земного шара. Книга раскрывает насколько являются распространенными предубеждения, «географические воображения» в понимании иных культур. Географические представления, по мнению автора, также вовлечены в войну.